# ورهووینه، اوب
ورهووینه (به صربی: Vrhovine) یک منطقهٔ مسکونی در صربستان است که در Ub Municipality واقع شده‌است.
 ورهووینه ۱۳٫۵۱ کیلومتر مربع مساحت و ۴۵۵ نفر جمعیت دارد.